# Vrh pri Sobračah
Vrh pri Sobračah este o localitate din comuna Ivančna Gorica, Slovenia, cu o populație de 26 de locuitori.